# Bomba de vacío para pene

Una bomba de vacío para pene a base de agua.

Una bomba de vacío para pene o bomba peniana  es un dispositivo empleado en el tratamiento de la disfunción eréctil que ayuda a aquellos varones que lidian con dificultades eréctiles a lograr una erección y, por ende, ayuda en su vida sexual. El aparato consiste en un cilindro de plástico o vidrio que se coloca sobre el pene lubricado, y una bomba manual o motorizada para crear succión. Conforme se va bombeando el aire hacia fuera del tubo, la sangre se va succionando dentro de los tejidos del pene, ayudando así a crear una erección. También se puede usar para la masturbación.

## Funcionamiento
El hombre inserta el pene dentro y crea, de forma manual, vacío alrededor de él. Esto genera diferencia de presiones, provocando que el flujo sanguíneo vaya hacia los cuerpos cavernosos del pene. En pocos minutos se genera una erección manteniendo la sensación habitual. Es importante tener en cuenta que no se puede utilizar durante más de 30 minutos, para evitar prolongar la erección y con ello causar un daño en el sistema natural necesario para generar una erección.
Aunque es posible comprar una bomba para el pene sin receta médica, lo mejor es que la recomiende un médico como recurso de rehabilitación peneana, que además incluye ejercicios de fisioterapia del suelo pélvico y ondas de choque de baja intensidad.

## Tipos de bombas de vacío
En la actualidad existen una gran variedad de equipos de vacío que utilizan diferentes tipos de funcionamiento. Dependiendo de las condiciones ambientales y la aplicación en las que se vayan a utilizar, cabe destacar los siguientes tipos de equipos de vacío:

## Los Beneficios de la bomba de vacío
Las bombas de vacío para el pene ofrecen diversas ventajas para la buena salud sexual masculina.
- Su uso es de menor riesgo, y conlleva pocos efectos secundarios siendo uno de los tratamientos más seguros para las dolencias mencionadas.
- Es el tratamiento más económico, incluso frente al uso de medicamentos como la Viagra, que requieren un pago constante de pastillas.
- Su uso no es invasivo, no requiere de cortes o inyecciones.
- La bomba es compatible con otros tratamientos para la disfunción, incluso algunos pacientes llegan a necesitar un uso combinado de bomba y medicamentos.
- Puede ayudar a restaurar la erección natural después de una cirugía de próstata o luego de recibir radiaciones para el tratamiento de cáncer de próstata.